# SAMET
SAMET acronimo di Società Azionaria Metallurgica è stata un'azienda italiana produttrice di elettrodomestici.

## Storia
Fu fondata nel 1955 a Romano d'Ezzelino (VI) dal Commendatore e Cavaliere del Lavoro Aurelio Adolfo Agnesina, e iniziò con la produzione di lavelli inox e forni per cucine, di gamma alta e medio alta.  L'impresa ebbe uno sviluppo immediato, con esportazioni verso l'estero e crescita di fatturato, addetti e produttività nel corso degli anni sessanta.
Famoso negli anni '70 fu lo slogan pubblicitario "SAMET - Gioielli in cucina", che confermava l'azienda come produttore di forni, piani cottura e lavelli inox di qualità e anche con alto contenuto a livello di design e finitura.
Tra il 1977 e il 1978 la SAMET venne colpita da una crisi che la spinse a ridurre il numero di addetti da 450 a poco più di 200, e successivamente venne posta in amministrazione controllata.
Nel 1986 l'azienda venne rilevata e assorbita dalla El.Fi., holding finanziaria dei fratelli Luigi e Gianfranco Nocivelli, operazione che consentì al gruppo finanziario di Verolanuova (BS) l'ingresso nel settore del "caldo".
Dopo il fallimento del Gruppo Nocivelli avvenuto nel 2001, che determinò anche la chiusura dello stabilimento di Romano, il solo marchio passò prima alla israeliana ElcoBrandt, in seguito alla spagnola Fagor Electrodomésticos e, dal 2017 alla OCEAN.